# Liste des As espagnols de la Luftwaffe
Pilotes de chasse espagnols, ayant remporté plus de 5 victoires homologuées, lors de leur participation au sein de la Luftwaffe, de 1941 à 1943, aux combats du Front de l'Est.

## Liste des as
| Nom                             | Palmarès |
| ------------------------------- | -------- |
| Gonzalo Hevia Quinones          | 12       |
| Mariano Cuadra Medina (en)      | 11       |
| Jose Gavlan Ponce de Leon       | 9        |
| Fernando Sanchez-Arjona Courtoy | 8        |
| Vincente Adecoa Lecanda         | 7        |
| Damaso Arango-Lopez             | 7        |
| Angel Salas Larrazabal          | 7        |
| Luis Azqueta Brunet             | 6        |
| Lorenzo Fernandez Pena          | 6        |
| Bernardo Meneses Orozco         | 6        |
| Francisco Valiente Zarraga      | 6        |
| Antonio Alos                    | 5        |
| Fernando Bengoa Cremades        | 5        |
| Jose Mateos Recio               | 5        |
| Manuel Sanchez-Tabernero        | 5        |

## Commentaires
- Les as espagnols de la Luftwaffe participèrent, dans le cadre de la Division Bleue (InfanterieDivision.350 "Azul"), à la lutte contre l'URSS, de 1941 au début de 1943. Ils furent réunis au sein de la 13e escadrille "espagnole" de la 51e escadre de chasse allemande : 13(span.)/JG.51.